# Nesoddtangen
Nesoddtangen est une ville de Norvège, située à 7 km au sud-ouest d'Oslo, da ma municipalité de Nesodden dans le comté d'Akershus.

## Description

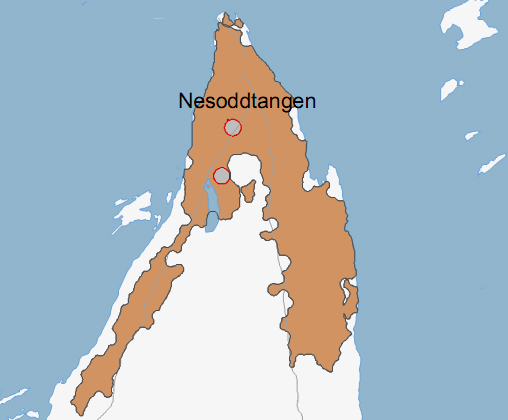
Plan de situation de Nesoddtangen.

Nesoddtangen est situé sur la pointe de la péninsule entre l'Oslofjord intérieur (Indre Oslofjord) et son bras Bunnefjorden. La population était de 13 189 habitants en 2022 ; environ les deux tiers de la population de la municipalité. Parmi la population active de Nesoddtangen, plus de 90 % travaillent à Oslo. Les ferries de passagers sont le moyen de transport le plus utilisé.